# Due fratelli (Picasso)
Due fratelli è un'opera realizzata nel 1906 dal pittore spagnolo Pablo Picasso.
Questa opera è realizzata con a gouache su cartone e misura cm 80x59.
È conservata a Parigi nel Musée National Picasso: un'opera omonima si trova al Kunstmuseum di Basilea.
Il dipinto è stato realizzato a Gòsol, piccolo villaggio sperduto tra i Pirenei catalani. I primi lavori eseguiti durante l'estate si rifanno a quelli del periodo parigino, come L'abbeverata, che hanno come protagonisti giovani nel pieno delle forze. In quest'opera un ragazzo porta sulle spalle un bambino, forse il fratello minore: sulla sinistra, si intravede un tamburo, che richiama l'ambiente circense già trattato.